# Руффре-Мендола
Руффре-Мендола (итал. Ruffré-Mendola) — коммуна в Италии, располагается в провинции Тренто области Трентино-Альто-Адидже.
Население составляет 432 человека (2008 г.), плотность населения составляет 72 чел./км². Занимает площадь 6 км². Почтовый индекс — 38010. Телефонный код — 0463.
Покровителем коммуны почитается святой Антоний Великий, празднование 17 января. 

## Демография
Динамика населения:

## Администрация коммуны
- Официальный сайт: http://www.comune.ruffre.tn.it/